# Salem (Utah)
Salem es una ciudad del condado de Utah, estado de Utah, Estados Unidos. Según el censo de 2000 tenía 4.372 habitantes. Su nombre original era "Pond Town".

## Geografía
Salem se encuentra en las coordenadas 40°3′2″N 111°40′21″O / 40.05056, -111.67250.
Según la oficina del censo de Estados Unidos, la ciudad tiene una superficie total de 13,8 km². De los cuales 13,7 km² son tierra y 0.1 km² (0.38%) están cubiertos de agua.